# Feröeri irodalom

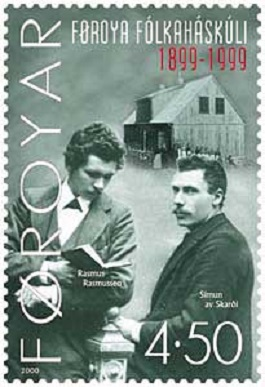
Rasmus Rasmussen és Símun av Skarði.

A középkorban Feröeren is számos költemény és történet hagyományozódott szájon át egyik nemzetségről a másikra. Ezeket a műveket rendszerint a következő szerint szokás felosztani: sagnir (valós események), ævintyr (történetek) és kvæði (balladák). Ezeket végül a 19. században írták le.
A 13. századi Feröeriek sagája (Færeyinga saga), melyet izlandi nyelven írtak, a feröeri emberek keresztény hitre való áttérését meséli el. Ez a szigetek korai történetének bemutatása, azonban kétséges, hogy történelmileg hiteles lenne.
Feröer irodalma hagyományos értelemben csak az elmúlt 100-200 évben alakult ki. Ez főleg az ország elszigeteltségéből fakad, valamint abból, hogy  a  feröeri nyelv írásos formája nem létezett 1890-ig, illetve nem lett egységesítve ez előtt. A feröeri nyelv rovására ment a dán nyelv folyamatos felélénkülése is. Mindazonáltal a sziget lakosságából néhány író és költő is kikerült. Az 1800-as évek elején a könyvtáros  Nólsoyar Páll megpróbált véget vetni a kereskedelmi monopóliumnak, ami az országot nagy mértékben befolyásolta. Számos verset írt, többek között a leghíresebbet, Fuglakvæði címen. A fontosabb költők közé tartozik Janus és Hans Andrias Djurhuus testvérpár, valamint Rói Patursson. Híresebb íróik Heðin Brú, Jørgen-Frantz Jacobsen (főleg dánul írt) és William Heinesen (dánul is írt).
Heinesen és Patursson megkapta az Északi Tanács Irodalmi Díját.

## A szigetek leghíresebb szerzői
- Heðin Brú
- Joen Danielsen
- Hans Andrias Djurhuus
- J. H. O. Djurhuus
- Karsten Hoydal
- Jørgen-Frantz Jacobsen
- Martin Joensen
- Poul F. Joensen
- Christian Matras
- Kristian Osvald Viderø

### Külső hivatkozások
- Feröeri Írószövetség (feröeri, angol)